# Batteria Monte Moro
La batteria costiera di Monte Moro è, insieme alla batteria Mameli, e alla batteria di Punta Chiappa, uno dei principali complessi difensivi a protezione del golfo di Genova, situato sulle pendici dell'omonimo monte, sovrasta Quinto al Mare, quartiere a levante della città di Genova, e a tutt'oggi è ancora possibile visitarlo.

## Storia
Dopo la dichiarazione di guerra alla Francia il 10 giugno 1940, Genova e la Liguria, furono le prime vittime della reazione francese. Il 13 giugno da Tolone partono le navi della Terza Squadra francese, comandata dall'ammiraglio Duplat, divisa in tre gruppi, il primo formato dagli incrociatori Algerie e Foch assieme a sei cacciatorpediniere, diretti verso i depositi di Vado Ligure e Savona. Il secondo gruppo è formato dagli incrociatori pesanti Duplaix e Colbert e due cacciatorpedinire diretti verso Genova e il terzo gruppo con funzione di protezione, formato da tre cacciatorpediniere e quattro sommergibili.
Il 14 giugno alle 4:30 del mattino, il 1º Gruppo apre il fuoco su litorale Vado e sugli stabilimenti metallurgici di Savona, le difese costiere si dimostrano inefficaci; Il 2º Gruppo apre il fuoco sul tratto di costa tra Arenzano e Sestri Ponente, qui la reazione italiana è più efficace, la batteria Mameli di Pegli spara 64 colpi colpendo il caccia Albatros, rispondono ai francesi anche i due pontoni armati a difesa del porto di Genova, ma è solo l'intervento della torpediniera Calatafimi a porre fine all'offensiva francese.
Il 9 febbraio 1941, Genova è minacciata dalla Forza H, squadra navale inglese comandata dall'ammiraglio James Somerville e composta dall'incrociatore da battaglia Renown, dalla nave da battaglia Malaya, dall'incrociatore leggero Sheffield, da sette cacciatorpediniere della 13ª Flottiglia, e dalla portaerei Ark Royal. Alle 8.14 le navi da 19 km aprono furiosamente il fuoco sulla città, un centinaio di colpi centra l'abitato; e a causa della foschia, ma soprattutto per l'inefficienza dei calibri a quelle distanze, la batteria costiera Mameli, il Treno armato nº5 di stanza a Voltri e i due pontoni del porto rispondono senza causare alcun effetto.
Le due incursioni navali mettono in luce le carenze del sistema difensivo costiero, e soprattutto la mancanza di artiglierie di grosso calibro, così nel 1942 vengono scelte due località, una ad est ed una ad ovest della città, la scelta ricadde su Arenzano e sull'altura di monte Moro nel quartiere Quinto al mare, in cui vennero installati pezzi da 152/45 S. Mod. 1911, e un impianto binato da 381/40 costruito utilizzando i cannoni inizialmente costruiti per le non ultimate corazzate della classe Caracciolo.

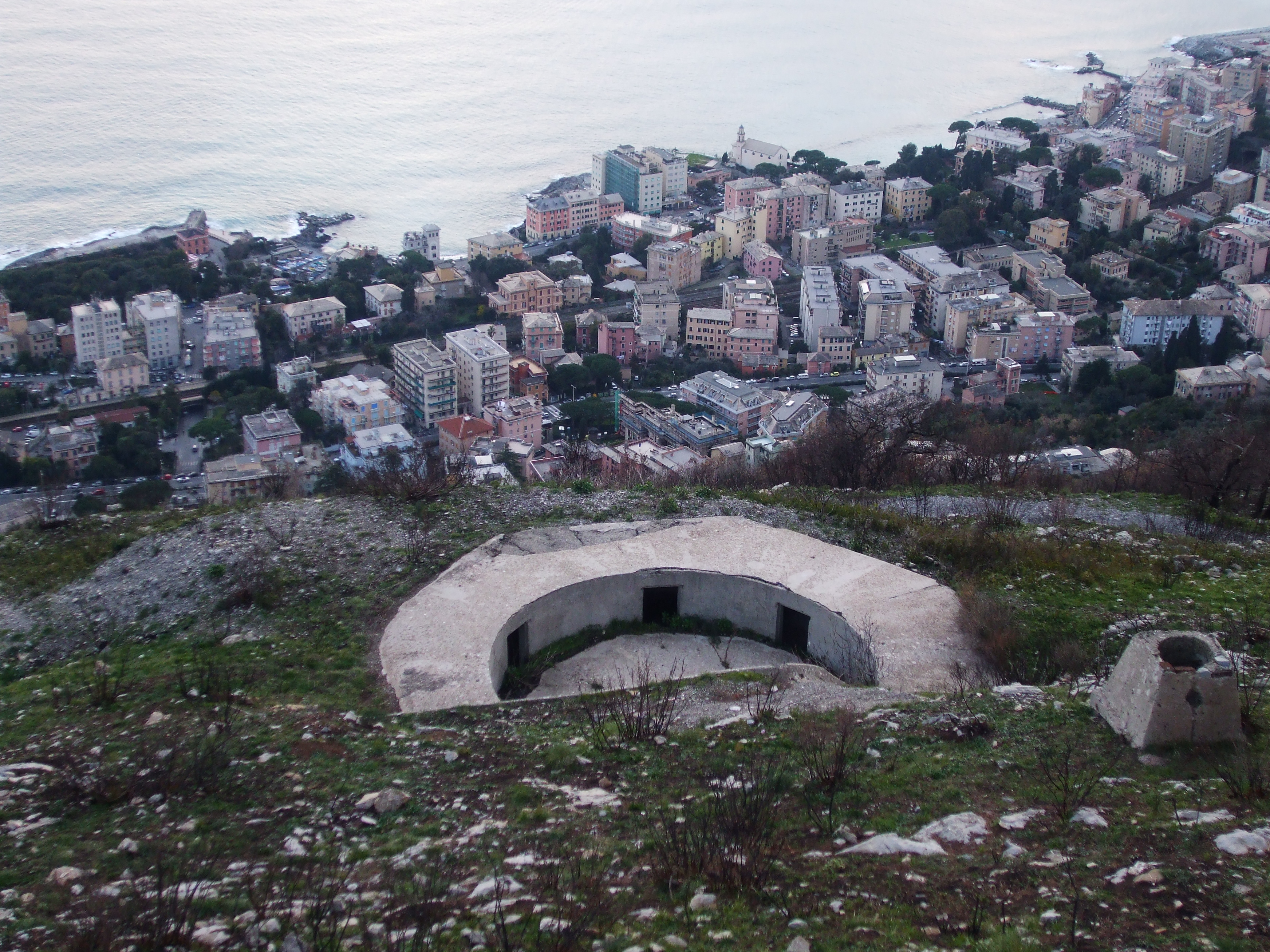
Una delle piazzole da 90/50 Mod. 1939 della Batteria Alta

Alla fine del '42 la situazione delle batterie antinave di medio e grosso calibro è la seguente:
- 200ª Batteria: da 152/45 a monte Moro
- 202ª Batteria: da 152/45 a monte di Portofino
- 250ª Batteria: da 381/40 ad Arenzano
- 251ª Batteria: da 381/40 a monte Moro

Tutte le installazioni sono a carico del Regio Esercito in quanto Genova non è considerata piazza marittima e quindi al di fuori della competenza della Milmart e della Regia Marina.

### Dopo l'8 settembre
Con l'armistizio di Cassibile, le truppe tedesche prendono il controllo di Genova e del suo sistema difensivo, senza eccessiva difficoltà. L'organizzazione Todt inizia subito alcuni lavori di rafforzamento, le postazioni da 152 mm sono subito protette dai bombardamenti aerei con pesanti casematte in cemento armato, sulle spiagge sorgono ostacoli anticarro, casematte per mitragliatrice, muri antisbarco, trincee, la propaganda battezza il nuovo sistema difensivo con il nome di "Vallo Ligure".
La costruzione delle nuove opere è rapidissima, ogni opera è servita da personale misto della RSI e Wehrmacht, notizie di concentramenti di navi Alleate sui porti corsi, algerini, tunisini e nel sud Italia, mettono in moto la macchina dell'organizzazione Todt a ritmo febbrile. Nel luglio del '44 l'azione diversiva piano Ferdinand fa credere ad un imminente sbarco tra la Costa Azzurra e la Riviera Ligure, sbarco che in realtà avverrà in Provenza il 15 agosto. Così, la maggior parte delle fortificazioni e la Batteria di Monte Moro non avrà il "battesimo del fuoco", le uniche occasioni di combattimento alle opere sono offerte dai numerosi attacchi partigiani, a cui resistono fino all'arrivo degli americani.

### Azioni a Monte Moro
Il caposaldo di Monte Moro non ha occasione di svolgere alcuna azione di fuoco, fino al 9 settembre 1943, giorno di affondamento del posamine Pelagosa, in fuga dopo l'armistizio. Il posamine aveva appena superato lo sbarramento minato che proteggeva l'imboccatura del porto di Genova, alle 8,30 di mattina del 9 settembre, quando venne inquadrato dal fuoco delle batterie costiere di Monte Moro, cadute nelle mani delle truppe germaniche. Centrato in pieno dopo pochi tiri di aggiustamento, il Pelagosa affondava in circa 35 metri d'acqua, a un miglio e mezzo dalla spiaggia di Quarto dei Mille, quartiere del levante di Genova. Il 24 aprile 1945, in seguito alla liberazione di Genova, il caposaldo venne cinto d'assedio dalle forze della Resistenza. Il comandante della batteria Weegen si rifiuta di arrendersi, il 26 il caposaldo apre il fuoco contro alcune unità navali alleate giunte vicino alla costa.
Su Genova incombe il pericolo di un bombardamento da parte della batteria, minacciato dal comandante che cerca così di poter unirsi alle colonne tedesche in ripiegamento sul Ridotto Alpino. Solo l'arrivo della 92nd Infantry Division il 28 aprile riuscì a convincere il caposaldo alla resa.

## Struttura

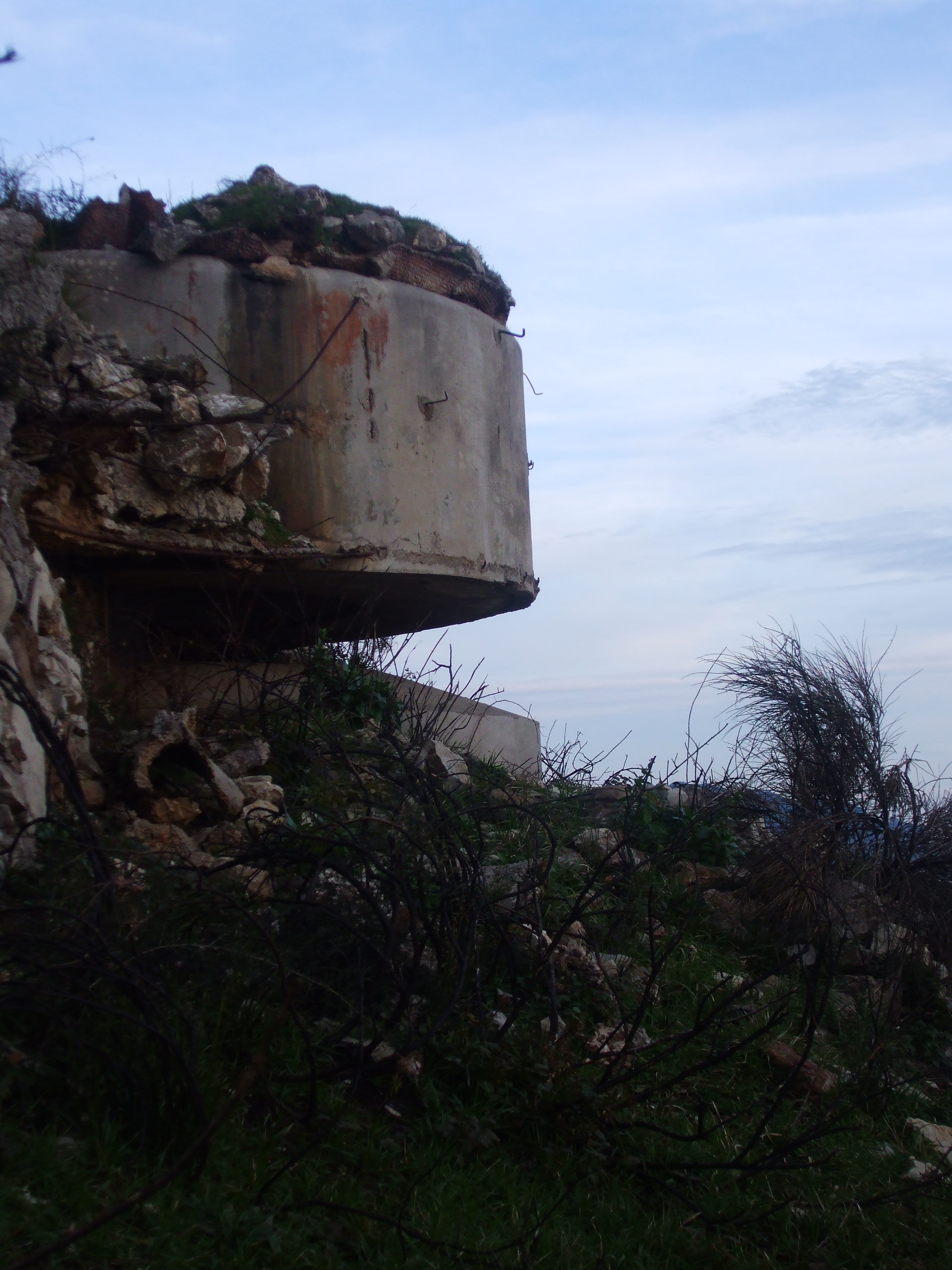
Postazione di osservazione alla 251ª Batteria monte Moro

Il complesso di monte Moro è formato da tre batterie: una (152 mm) è raggiungibile agevolmente lungo un sentiero poco sopra l'abitato di Quinto, le altre due (90 mm della Milizia DiCAT e 381 mm) sono raggiungibili in automobile percorrendo una strada che parte da corso Europa, attraversa i quartieri di Borgoratti ed Apparizione, costeggia il monte Fasce prima di arrivare in cima all'altura di monte Moro. Tutto il caposaldo era protetto da reticolati, e campi minati a difesa del settore da attacchi di sabotatori, inoltre ogni casamatta era protetta da altri reticolati di filo spinato e campi minati.

### Batterie Basse (200ª Batteria costiera)
Interamente di costruzione italiana, era armata con tre pezzi da 152/40 su piazzole scoperte, due poi coperte dall'intervento dell'Organizzazione Todt, con il classico guscio in cemento armato, mentre il terzo cannone è lasciato scoperto per avere un settore di tiro più ampio.
La centrale di tiro è collocata sottoterra ed è collegata ad una casamatta - osservatorio e a una cupola telemetrica corazzata.
Dopo la guerra entrambi i bunker a "guscio" furono murati, ma il crollo recente di una delle due murature consente oggi di accedere all'interno e visitare i locali scavati nella roccia che servivano a proteggere serventi e munizioni, locali collegati tra loro da una serie di tunnel e vie d'uscita ancora oggi visitabili, con attenzione.

La 200ª Batteria era inoltre armata con due piazzole per arma automatica, un bunker osservatorio, di costruzione italiana e una teleferica.

### Batterie Alte (251ª Batteria costiera)
Formata da cinque piazzole per pezzi da 90/50 in funzione antiaerea e antinave, nei pressi è presente una piccola casamatta per direzionare il tiro, su cui è posto il telemetro per la contraerea.

A metà del crinale è presente una grande piazzola costruita dal Genio nel 1941-1942 per ospitare una gigantesca torre binata da 381/40, pezzo che proviene dallo stock di bocche da fuoco prodotte dall'Ansaldo e dalla Vickers-Terni per armare le navi da battaglia classe Francesco Caracciolo, mai realizzate per il sopraggiunto scoppio della prima guerra mondiale.
Costruita secondo tutti i dettami di moderna tecnica fortificatoria, la batteria assomiglia molto alla Batteria Amalfi di Venezia, anche se la struttura è completamente diversa, le postazioni inoltre sono state molto ben camuffate e protette dalle offensive aeree, con un mascheramento molto efficace di tutte le parti vitali del complesso scavati nella roccia.